# Kuehneromyces
Kuehneromyces Singer & A.H. Sm. – rodzaj grzybów należący do rodziny pierścieniakowatych (Strophariaceae).

## Systematyka i nazewnictwo
Pozycja w klasyfikacji według Index Fungorum: Strophariaceae, Agaricales, Agaricomycetidae, Agaricomycetes, Agaricomycotina, Basidiomycota, Fungi.
Rodzaj Kuehneromyces został utworzony w 1946 r. przez wyłączenie części gatunków z rodzaju Pholiota (łuskwiak). W polskim piśmiennictwie mykologicznym nie utworzono dla niego odrębnej polskiej nazwy i gatunki te opisywane są nadal pod nazwą łuskwiak.

## Charakterystyka
Saprotrofy rosnące na drewnie. Mają wyraźnie higrofaniczne kapelusze. Hymenofor blaszkowy. Wysyp zarodników ciemny, zarodniki gładkie.

## Gatunki
- Kuehneromyces castaneiceps Singer 1969
- Kuehneromyces castaneus Hongo 1971
- Kuehneromyces cystidiosus Singer 1953
- Kuehneromyces macrosporus Singer 1953
- Kuehneromyces marginellus (Peck) Redhead 1984
- Kuehneromyces mutabilis (Schaeff.) Singer & A.H. Sm. 1946 – tzw. łuskwiak zmienny[4]
- Kuehneromyces nothofagi Garrido 1988
- Kuehneromyces nudus Singer 1950
- Kuehneromyces papuensis (Cooke & Massee) Pegler 1965
- Kuehneromyces populicola (A.H. Sm. & Hesler) Singer 1986
- Kuehneromyces pseudoblattaria E. Horak 1967
- Kuehneromyces terrestris Natarajan & Raman 1983
- Kuehneromyces vernalis (Sacc.) Singer & A.H. Sm. 1946
- Kuehneromyces vinicolor (Pat.) Pegler 1983

Wykaz gatunków (nazwy naukowe) na podstawie Index Fungorum. Nazwy polskie według Władysława Wojewody.